# 社会民主同盟 (ロシア)
| 社会民主同盟 （社会民主連合） Союз социал-демократов | 社会民主同盟 （社会民主連合） Союз социал-демократов |
| ---------------------------------------------------- | ---------------------------------------------------- |
| 党首                                                 | ミハイル・ゴルバチョフ                               |
| 成立年月日                                           | 2007年10月20日                                       |
| 党本部所在地                                         | モスクワ                                             |
| 政治的立場                                           | 社会民主主義                                         |
| 下院議席数                                           | 0/450                                                |
| 国際提携                                             | 社会主義インターナショナル                           |
| ウェブサイト                                         | http://sdorg.ru/                                     |

社会民主同盟（社会民主連合、ロシア語: Союз социал-демократов、Soyuz sotsial-demkratov、英語: Union of Social Democrats）は、ロシアの政党。2007年10月20日、ミハイル・ゴルバチョフによって全国非政治組織（NGO）として設立された。社会民主同盟の母体となったのは、同じくゴルバチョフによって創設されたロシア社会民主党である。同党が2007年4月に政党資格を喪失したため、新たに結成された。10月20日に開かれた同同盟の結成大会では、ゴルバチョフを党首にあたる議長に選出したほか、「権力党による国の行政的、イデオロギー的資産の独占を排し、ロシアに真の複数政党制を確立する」との宣言を採択した。また、2011年の下院選挙で多数派となることを目標として掲げていた。2008年9月、ゴルバチョフは新党ロシア独立民主党の結成を発表した。